# Польская социалистическая партия в Пруссии
Польская социалистическая партия в Пруссии (пол. Polska Partia Socjalistyczna Zaboru Pruskiego, нем. Polnische Sozialistische Partei in Preußen) — польская политическая партия, созданная в 1893 в Берлине эмигрантами-членами Польской социалистической партии. До 1913 г. имела связи с Польской социал-демократической партией Галиции и Силезии-Цешина и Социал-демократической партией Германии, в которую формально входила. В 1919 году, после восстановления польской государственности, объединилась с основной ППС.